# Höchstabfluggewicht

Zusammensetzung des Abfluggewichts

Das Höchstabfluggewicht (englisch maximum take off weight, MTOW; offiziell: Höchstabflugmasse, engl. maximum take off mass, MTOM, oder Höchstzulässige Startmasse) ist das maximale Startgewicht von Luftfahrzeugen. Dies ist die Masse, mit der das Flugzeug abheben kann, ohne die vorgeschriebenen Sicherheitsreserven zu verletzen. Das MTOW wird anhand konstruktiver Kriterien im Rahmen der Musterzulassung ermittelt. Der Weltrekord liegt bei 640 t, gehalten durch die Antonow An-225.

## Klassifizierung

### Luftfahrzeugklassen
Nach dem MTOW werden international Flugzeuge klassifiziert, wobei es national unterschiedliche Klassen gibt:
- Ultraleichtflugzeuge (D) (bis 600 kg MTOW, Sportpilotenlizenz (SPL) erforderlich)
- Ultralight Klasse (international) (bis zu 544/560 kg MTOW, entspricht deutschen Ultraleichtflugzeugen)
- Light Sport Aircraft (LSA) (USA/Einführung in Europa geplant) (600 kg MTOW), Light Aircraft Pilot License (LAPL) erforderlich
- VLA (Very light aircraft – Leichtflugzeug) (international/D) (bis 750 kg MTOW, Privatpilotenlizenz (PPL) oder Light Aircraft Pilot License (LAPL) erforderlich)
- Leichtflugzeuge bis 5,7 t MTOW (international/D) (Privatpilotenlizenz erforderlich).
- Für schwerere Flugzeuge müssen gezielt typabhängige Musterberechtigungen erworben werden, die in die entsprechende Pilotenlizenz eingetragen werden müssen.

Dabei kann es vorkommen, dass das MTOW aufgrund von Zulassungsverordnungen „künstlich“ herabgesetzt wird: Flugzeuge, die z. B. für den US-amerikanischen Markt konstruiert wurden, besitzen oft ein MTOW von 600 kg, um die Begrenzungen der dortigen LSA-Klasse voll ausreizen zu können. Da sie aber die deutschen Anforderungen für Leichtflugzeuge bis 2 t MTOW („Echo-Klasse“) nicht erfüllen, konnten sie dort lange Zeit nur als Ultraleichtflugzeug zugelassen werden – mit dem Malus, dass die technisch möglichen 600 kg bei der Musterzulassung auf 472,5 kg reduziert wurden. Dafür soll in Zukunft durch die europäische LSA-Klasse Abhilfe geschaffen werden.

### Wirbelschleppenkategorien
Ebenfalls nach dem maximalen Startgewicht richtet sich die Wirbelschleppenkategorie eines Flugzeugs, von der der einzuhaltende Sicherheitsabstand für nachfolgende Flugzeuge abhängt.
- MTOW unter 7 t: L – Light
- MTOW 7 t bis 136 t: M – Medium
- MTOW über 136 t: H – Heavy

## Maximum allowed take off weight
Neben den strukturbedingten Einschränkungen können je nach Situation weitere Faktoren Einfluss darauf haben, mit welchem Gewicht noch ein sicherer Start möglich ist. Man spricht dann von maximum allowed take off weight, MATOW, oder maximum allowed take off mass, MATOM (in der deutschsprachigen Fachliteratur als Höchstzulässiges Startgewicht bzw. Höchstzulässige Startmasse bezeichnet). Faktoren, die für eine Verringerung des MATOW sorgen, sind beispielsweise:
- der Start findet von einem Flugplatz statt, der in großer Höhe über dem Meeresspiegel liegt (z. B. Quito)
- es herrschen hohe Lufttemperaturen, z. B. im Sommer im arabischen Raum bis zu 50 °C
- es steht nur eine sehr kurze Startbahn zur Verfügung
- es befinden sich Luftfahrthindernisse im Abflug

Durch die Verwendung von Starthilfsraketen oder Flugzeugkatapulten kann das MATOW (nicht jedoch das MTOW) erhöht werden.